# La fera ferotge (disc)
La fera ferotge és el nom amb el qual es coneix el primer disc del cantautor alcoià Ovidi Montllor. Va ser publicat el 1968, en format EP per la discogràfica Discophon. Hi conté quatre peces, de les quals La fera ferotge és la més reconeguda i la qual va esdevenir un clàssic del seu repetori, raó per la qual ha acabat designant el conjunt de l'àlbum.
Es tracta d'una crítica al franquisme, especialment al sentit d'ordre del règim, i a la passivitat de les classes mitjanes. La fera és la representació metafòrica de la ciutadania de l'època franquista, la qual maldava per recuperar els drets fonamentals d'expressió i manifestació però que era represaliada per fer les forces de l'ordre. Malgrat aquesta crítica clara al règim, la cançó va burlar la censura de l'època. Les altres tres cançons incloses són Lliçó de sumes i verbs, Cançó de les balances i Cançó de llaurador.
La cançó La fera ferotge s'inicia amb el so del mirlitó que anuncia un primer anunci de l'alcalde. En aquest s'anuncia que la fera s'escaparà del «lloc que té marcat» i on està reclosa. L'alcalde intenta escampar la por entre els vilatans pel pas de la fera. A mesura que transcorre la cançó la bestiola intenta explicar que les seves intencions no són violentes, sinó que estan relacionades amb voler gaudir de llibertat. La fera vol explicar-li a l'alcalde que té fam i la gàbia és petita. La bestiola per fi és reduïda pels guàrdies i és reclosa de nou a la cel·la. I finalment, la vila ha tornat a la normalitat «gràcies a la força» i «el poble resta en pau».

## Llista de cançons
| 1. | «La fera ferotge»        | Ovidi Montllor        |  |
| 2. | «Lliçó de sumes i verbs» | Ovidi Montllor        |  |
| 3. | «Cançó de les balances»  | Josep Maria Carandell |  |
| 4. | «Cançó de llaurador»     | Ovidi Montllor        |  |